# Nưa lá bắc trắng
Nưa lá bắc trắng (danh pháp khoa học: Amorphophallus albispathus) là một loài thực vật có hoa trong họ Ráy (Araceae). Loài này được Hett. mô tả khoa học đầu tiên năm 1994.